# Claudi Juanico i Torres
Claudi Juanico i Torres   (Barcelona, 7 d'agost de 1889 - Barcelona, 6 de desembre de 1921) fou un futbolista català de la dècada de 1910.

## Trajectòria
Jugava al mig del camp. Fou jugador del FC Internacional, club del qual també en fou directiu. Posteriorment ingressà al RCD Espanyol, club on jugà fins a 1920, i on guanyà el Campionat de Catalunya de 1915 i fou finalista del Campionat d'Espanya de la mateixa temporada. Va morir molt jove a causa d'una greu malaltia, amb només 32 anys.
També foren destacats esportistes els seus germans Víctor Juanico i Torres, que fou jugador de l'Espanyol, i Antoni Juanico i Torres, destacat tennista.

## Palmarès
- Campionat de Catalunya de futbol:
  - 1914-15